# كارول كوستيلو
كارول كوستيلو (بالإنجليزية: Carol Costello)‏ هي مذيعة أخبار وصحفية أمريكية، ولدت في 11 أكتوبر 1961.

## وصلات خارجية
- كارول كوستيلو على موقع IMDb (الإنجليزية)
- كارول كوستيلو على موقع قاعدة بيانات الفيلم (الإنجليزية)